# خدمتکار سفارشی
خدمتکار سفارشی (انگلیسی: A Maid to Order) یک فیلم کمدی صامت کوتاه به کارگردانی ویلارد لوئیس است که در سال ۱۹۱۶ منتشر شد. از بازیگران این فیلم می‌توان به اولیور هاردی، کیت پرایس، ریموند مک‌کی و فلورنس مک‌لاکلین اشاره کرد.